# 吉隆忍冬
吉隆忍冬（学名：Lonicera jilongensis）是忍冬科忍冬属的植物，为中国的特有植物。分布于中国大陆的西藏等地，生长于海拔4,150米的地区，多生长在桦木林内，目前尚未由人工引种栽培。